# Karinjani
Karinjani (de genere Carinorum, de genere Charin, de genere Chorin, de genere Quirinorum, de Quirino, generacio Karinorum, generatio Quirinich, generatio nobilium Karinani) su staro hrvatsko pleme, odvjetak plemena Lapčana. Nastali su u 11. stoljeću kada je hrvatski kralj Zvonimir († 1089.) darovao Vinihi Lapčanu grad Karin kao miraz za kćer, princezu Klaudiju. Prema drugim izvorima, tako su se prozvali oni Lapčani koji su 1360. godine dobili od kralja Ludovika I. (1342. – 1382.) potvrdu za vlastelinstvo Karin, pozivajući se na već spomenutu Zvonimirovu darovnicu. Spominju se u Pacti conventi kao jedno od dvanaest rodova koji su 1102. godine sklopili sporazum s ugarskim kraljem Kolomanom.
Osim u Karinu, imali su posjede na području Krbave i Pounja, odnosno, držali su zemlje u Draginićima, Snojacima, Dobručavasi, Podnadinu (Dubčane, Vitorišćina, Butinci), Polači, Moklama, Tihlićima, a pojedini pripadnici roda i u selima Jagodno, Meljača, Lemeševo Hrašće, Kačina Gorica, Podbrižane, Visočane, Murvica, Kokićane, Sonković, Topolje, Slano, Vukšić, Blato, Karli i Borlić. Karinjani su se u 15. stoljeću podijelili na više grana, među kojima su Borinići, Korlatovići, a vjerojatno i Stipkovići, Dražetići, Božičkovići i Oplanovići. Posljednji put navode se u izvorima 1510. godine na području Cetina.

## Vanjske poveznice
- Karinjani Hrvatska enciklopedija
- Karinjani Hrvatski biografski leksikon